# Indium (111In) altumomab pentetate
L'Indio (111In) altumomab pentetate nome commerciale Hybri-ceaker è un anticorpo monoclonale di topo legato chimicamente al pentetate ed agisce come un agente chelante per il radioisotopo indio-111. Il farmaco è utilizzato per la diagnosi di cancro colorettale.
Il target molecolare del farmaco è l'antigene carcino-embrionario (CEA).

### Indium (111In) altumomab pentetate
- (EN) Remington: the science and practice of pharmacy, Lippincott Williams & Wilkins, 1º maggio 2005,  pp. 454–, ISBN 978-0-7817-4673-1.
- (EN) E. Edmund Kim e David J. Yang, Targeted molecular imaging in oncology, Springer, 2001,  pp. 92–, ISBN 978-0-387-95028-0.